# Ювалда (Джорджія)
Ювалда (англ. Uvalda) — місто (англ. city) в США, в окрузі Монтгомері штату Джорджія. Населення — 439 осіб (2020).

## Географія
Ювалда розташована за координатами 32°2′17″ пн. ш. 82°30′27″ зх. д. / 32.03806° пн. ш. 82.50750° зх. д. (32.038084, -82.507459).  За даними Бюро перепису населення США в 2010 році місто мало площу 4,94 км², з яких 4,90 км² — суходіл та 0,03 км² — водойми.

## Демографія
Згідно з переписом 2010 року, у місті мешкало 598 осіб у 247 домогосподарствах у складі 178 родин. Густота населення становила 121 особа/км².  Було 303 помешкання (61/км²).
Расовий склад населення:
| - 60,4 % — білих - 34,8 % — чорних або афроамериканців - 0,5 % — азіатів - 2,7 % — осіб інших рас |

До двох чи більше рас належало 1,7 %. Частка іспаномовних становила 3,2 % від усіх жителів.
За віковим діапазоном населення розподілялося таким чином: 22,2 % — особи молодші 18 років, 58,7 % — особи у віці 18—64 років, 19,1 % — особи у віці 65 років та старші. Медіана віку мешканця становила 43,0 року. На 100 осіб жіночої статі у місті припадало 96,1 чоловіків;  на 100 жінок у віці від 18 років та старших — 87,5 чоловіків також старших 18 років.
Середній дохід на одне домашнє господарство  становив 41 856 доларів США (медіана — 27 596), а середній дохід на одну сім'ю — 45 010 доларів (медіана — 26 833). За межею бідності перебувало 40,2 % осіб, у тому числі 64,3 % дітей у віці до 18 років та 18,6 % осіб у віці 65 років та старших.
Цивільне працевлаштоване населення становило 156 осіб. Основні галузі зайнятості: виробництво — 23,7 %, роздрібна торгівля — 16,7 %, освіта, охорона здоров'я та соціальна допомога — 12,2 %, мистецтво, розваги та відпочинок — 10,9 %.